# William Coldstream
William Menzies Coldstream (Northumberland, 28 de febrer de 1908 - Londres, 18 de febrer de 1987) va ser un pintor realista i un professor de pintura britànic.
Va néixer al comtat de Northumberland i aviat es va traslladar a Londres, on va créixer i va estudiar a la Slade School of Art del University College de Londres. Allí va conèixer a Nancy Sharp, amb qui es va casar. Coldstream va ser el 1937 un dels cofundadors (al costat de Graham Bell i altres artistes) de la Euston Road School. Quan va esclatar la Segona Guerra Mundial es va allistar a la Royal Artillery. El 1943 va començar a pintar temes bèl·lics durant la seva estada a Egipte i Itàlia.
El novembre de 1945 va ser professor visitant en el Camberwell College of Arts de la University of the Arts de Londres. El 1949 va tornar a la Slade School com a professor de Belles Arts. Sota la seva direcció, l'Slade va adquirir fama internacional per la seva excel·lència. Entre els seus alumnes estrangers a l'Slade School hi va haver la portuguesa Paula Rego. El 1952 va rebre l'Ordre de l'Imperi Britànic. Entre 1958 i 1971 va ser president del National Advisory Council on Art Education, institució que va publicar el seu primer informe el 1961 (conegut com el Coldstream Report) sobre els requisits del nou títol en Art i Disseny.
Va presidir el British Film Institute entre 1964 i 1971 (Coldstream havia treballat en els anys 30 amb el documentalista John Grierson a la GPO Film Unit). Es va jubilar de l'Slade School el 1975 i va continuar pintant fins al 1984, quan la seva salut va declinar greument. Va morir al Royal Homeopathic Hospital de Londres el 18 de febrer de 1987.

## Obra
La font d'inspiració de Coldstream va ser sempre la vida i la realitat. Pintava del natural amb molta cura per reflectir les mesures i proporcions exactes. El seu afany metòdic i perfeccionista el portava a treballar lentament. Entre els seus temes favorits, hi havia les natures mortes, els paisatges (especialment els arquitectònics), retrats i nus femenins.
A la Tate Gallery es conserven diverses de les seves obres.